# Haditechnikai termékkel vagy szolgáltatással visszaélés
A Haditechnikai termékkel vagy szolgáltatással visszaélés (a korábbi Büntető törvénykönyvben: visszaélés haditechnikai termékkel és szolgáltatással, illetőleg kettős felhasználású termékkel) a közbiztonság elleni bűncselekmények csoportjába tartozó bűncselekmény. A bűncselekménnyé nyilvánítás célja, hogy biztosítsa, hogy csak engedélyezett haditechnikai termékek kerüljenek forgalomba, katonai felhasználásra, biztosítsa, hogy a haditechnikai termékek csak engedélyek alapján kerüljenek külkereskedelmi forgalomba és egyben garantálja Magyarország nemzetközi jogi kötelezettségeinek betartását.
A Nemzeti Adó- és Vámhivatal végzi a nyomozást – többek között – e bűncselekmény miatt.

## A 2012. évi C. törvényben
A haditechnikai termékkel vagy szolgáltatással visszaélés a büntető törvénykönyv 329. §-ában foglalt bűncselekmény.
"*329. § (1) Aki
- - a) engedély nélkül vagy az engedély kereteit túllépve haditechnikai terméket gyárt, forgalomba hoz, vagy haditechnikai szolgáltatást nyújt,
  - b) haditechnikai terméket az engedélytől eltérően használ fel,
  - c) tiltott haditechnikai terméket előállít, megszerez, felhasznál, tart, átad, forgalomba hoz, az ország területére behoz, onnan kivisz, vagy azon átszállít,

bűntett miatt két évtől nyolc évig terjedő szabadságvesztéssel büntetendő.
- (2) Az (1) bekezdés szerint büntetendő, aki
  - a) vegyi, biológiai vagy nukleáris fegyver, más nukleáris robbanóanyag, illetve ezeket célba juttatni képes rakétatechnikai eszköz kifejlesztésével, gyártásával, kereskedelmével, karbantartásával, javításával, észlelésével, azonosításával vagy elterjesztésével kapcsolatban műszaki támogatást nyújt,
  - b) az a) pontban foglaltaktól eltérő, más katonai felhasználással kapcsolatban nyújt műszaki segítséget olyan ország vonatkozásában, amely a nemzetközi kötelezettségvállalás alapján Magyarországra nézve kötelező fegyverkiviteli korlátozás alá tartozik.
- (3) A büntetés öt évtől tíz évig terjedő szabadságvesztés, ha az (1) bekezdésben meghatározott bűncselekményt bűnszövetségben vagy üzletszerűen követik el.
- (4) Aki haditechnikai termékkel vagy szolgáltatással visszaélésre irányuló előkészületet követ el, egy évtől öt évig terjedő szabadságvesztéssel büntetendő.
- (5) E § alkalmazásában
  - a) engedélyen a Nemzetközi Importigazolást, valamint az ezeket helyettesítő okmányokat is érteni kell,
  - b) haditechnikai terméken az 1236/2005/EK rendelet III. mellékletében meghatározott árut is érteni kell,
- c) tiltott haditechnikai termék: az 1236/2005/EK rendelet II. mellékletében meghatározott áru.

## A korábbi magyar szabályozás
Az 1978. évi IV. törvény a 263/B. §-a a visszaélés haditechnikai termékkel és szolgáltatással, illetőleg kettős felhasználású termékkel' bűncselekményt az alábbiakban szabályozta:
- (1) Aki
  - a) engedély nélkül vagy az engedély kereteit túllépve haditechnikai terméket előállít, vagy haditechnikai szolgáltatást nyújt,
  - b) olyan haditechnikai terméket, amelynek forgalmát jogszabály tiltja, előállít, megszerez, felhasznál, tart vagy átad, illetve az ország területére behoz, onnan kivisz, vagy azon átszállít,
  - c) engedély vagy Nemzetközi Importigazolás, vagy ezeket helyettesítő okmányok nélkül, illetve az engedély vagy a Nemzetközi Importigazolás kereteit túllépve haditechnikai terméket vagy kettős felhasználású terméket külkereskedelmi forgalomba hoz, ideértve annak az Európai Közösség vámterületén belüli átadását, illetőleg külföldre haditechnikai szolgáltatást nyújt, bűntettet követ el, és két évtől nyolc évig terjedő szabadságvesztéssel büntetendő.
- (2) Az (1) bekezdés szerint büntetendő az is, aki
  - a) vegyi, biológiai vagy nukleáris fegyver vagy más nukleáris robbanóanyag, valamint ezeket célba juttatni képes rakétatechnikai eszköz kifejlesztésével, gyártásával, kereskedelmével, karbantartásával, észlelésével, azonosításával vagy elterjesztésével kapcsolatban műszaki segítséget nyújt, valamint
  - b) az a) pontban foglaltaktól eltérő, más katonai felhasználással kapcsolatban nyújt műszaki segítséget olyan országra vonatkozóan, amely a nemzetközi kötelezettségvállalás alapján a Magyar Köztársaságra nézve kötelező fegyverkiviteli korlátozás alá tartozik.
- (3) A büntetés öt évtől tíz évig terjedő szabadságvesztés, ha az (1) bekezdésben meghatározott bűncselekményt
  - a) üzletszerűen,
  - b) bűnszövetségben követik el.
- (4) Aki az (1) bekezdésben meghatározott bűncselekményre irányuló előkészületet követ el, bűntett miatt öt évig terjedő szabadságvesztéssel büntetendő.
- (5) E § alkalmazásában
  - a) az Európai Közösség vámterületén a Közösségi Vámkódex létrehozásáról szóló, 1992. október 12-i 2913/92/EGK tanácsi rendelet 3. cikkében meghatározott területet,
  - b) kettős felhasználású terméken a kettős felhasználású termékek és technológia kivitelére vonatkozó közösségi ellenőrzési rendszer kialakításáról szóló, 2000. június 22-i 1334/2000/EK tanácsi rendelet 2. cikk a) pontjában meghatározott terméket kell érteni.

### Az elkövetési magatartás
A bűncselekmény elkövetési magatartásai az engedély nélküli vagy engedély kereteit túllépő haditechnikai termék előállítása, vagy ilyen szolgáltatás nyújtása. Jogszabály által tiltott haditechnikai termék előállítása, megszerzése, felhasználása, tartása vagy átadása, ország területére behozatala, kivitele, átszállítása. Engedély nélkül, illetve az engedély kereteit túllépve haditechnikai termék külkereskedelmi forgalomba hozása. Vegyi, biológiai vagy nukleáris fegyvert, más nukleáris robbanóanyagot célba juttatni képes rakétatechnikai eszköz kifejlesztéséhez, gyártásához, kereskedelméhez, karbantartásához, észleléséhez, azonosításához vagy elterjesztéséhez műszaki segítség nyújtása, illetve haditechnikai-műszaki segítség nyújtása olyan országnak, amely nemzetközi kötelezettségvállalás alapján kötelező fegyverkiviteli korlátozás alá tartozik.